# Pont Daydé
De Pont Daydé is een verkeersbrug over de Seine, noordelijk van Parijs, op de plek waar het Île Seguin de Seine opsplitst. Ze ligt op de grens van de gemeenten Boulogne-Billancourt en Sèvres in het Franse departement Hauts-de-Seine.
De brug uit 1928 is gebouwd naar een ontwerp van de architect Daydé.
In het verlengde van de Pont Daydé ligt zuidelijk gelegen de andere brug naar het eiland, de Pont Seibert.